# Ouro-Nimini Tchagnirou
Ouro-Nimini Tchagnirou   (Lomé, 31 de desembre de 1977) és un exfutbolista togolès de la dècada de 2000.
Fou internacional amb la selecció de futbol de Togo amb la qual participà a la Copa del Món de futbol de 2006.
Pel que fa a clubs, destacà a Stade Malien.